# Maja Tillmann
Maja Tillmann Salas (Lima, 1974) es una cineasta comunitaria y agroecológa peruana. Entre sus obras como productora destaca el documental Los ojos del camino (2017) dirigido por Rodrigo Otero Heraud.
Maja Tillmann colabora estrechamente con las comunidades quechua y aymara, produciendo cortometrajes que capturan y documentan su perspectiva del mundo, así como sus creencias espirituales.

## Educación
Gran parte de su infancia la vivió en Huancayo. Ha vivido en Alemania de 1984 a 1997 y en los Estados Unidos de 1997 a 2001, y desde 2006 reside en Vilcacoto, Huancayo, Perú.
Estudió Cine en la Universidad de San Francisco, Estados Unidos. Luego obtuvo su Maestría en Agroecología: Biodiversidad y Agricultura Andino-Amazónica en la Universidad Nacional Agraria de la Selva en Tingo María entre los años 2005 y 2017.

## Carrera
Desde el 2002, ha trabajado con la ONG PRATEC, el Programa Andino de Soberanía Alimentaria y Cuyay Wasi para crear más de 60 videos comunitarios en colaboración con más de 20 comunidades andinas de Perú, Bolivia y Ecuador. Estos videos se han exhibido en comunidades en Perú y en festivales internacionales en una variedad de países.
Desde 2009, Maja fue invitada por Insightshare UK para ser entrenadora internacional de video participativo, participando en proyectos como Conversaciones con la Tierra donde ayudó a los pobladores de Panamá, México y Perú a expresar sus experiencias sobre el cambio climático en video. Algunos de sus videos comunitarios han sido incluidos en la Videoteca de las Culturas del Ministerio de Cultura desde 2014.
A partir de octubre de 2014, estuvo produciendo el documental Los ojos del camino, dirigido por Rodrigo Otero Heraud, que retrata el mundo andino a través de los ojos de un maestro andino. El documental muestra la vida campesina de los Andes y lugares y momentos especiales que encapsulan la esencia de la región.

## Filmografía
- 2016. Los ojos del camino[10]
- 2005. Iskay Yachay (Los dos saberes)[11]
- 2003. Cariñoso maestro[12]